# Czytelnia Teatru Miejskiego w Krakowie
Czytelnia Teatru Miejskiego w Krakowie – czytelnia zlokalizowana przy Teatrze Miejskim (obecnie Teatr im. Juliusza Słowackiego) w Krakowie, działająca od 1903 do (prawdopodobnie) 1913.

## Historia
Prawdopodobnym inicjatorem założenia czytelni był Adolf Walewski. Decyzję o powstaniu placówki podjęto na zebraniu aktorów 6 grudnia 1902. W skład Komitetu Tymczasowego, oprócz przewodniczącego Walewskiego, weszli: Michał Tarasiewicz, Michał Przybyłowicz (sekretarz), Aleksander Zelwerowicz (skarbnik), Bolesław Puchalski oraz Ada Kosmowska jako bibliotekarka. Otwarcie czytelni nastąpiło 8 stycznia 1903 w obecności goszczącej wówczas w Krakowie Heleny Modrzejewskiej, której od razu nadano członkostwo honorowe. Statut został zatwierdzony przez władze zaborcze nieco później, 6 lutego 1903. Organizacja liczyła 57 członków, zgromadziła początkowo około trzysta książek i zapewniła prenumeratę trzydziestu czasopism, w tym 23 bezpłatnie. Celem działania stowarzyszenia było rozbudowywanie i popieranie między członkami ruchu i życia umysłowego, ułatwienie im zawodowego kształcenia się, stworzenie i utrzymanie ogniska koleżeńskiego. Działalność polityczna została wykluczona. W celu realizacji zadań statutowych utrzymywano lokal czytelni, urządzano odczyty i pogadanki, a także wspólne zabawy. Zwyczajnym członkiem czytelni mógł być każdy pracownik teatru miejskiego po opłaceniu sumy czterech koron wpisowego i składki miesięcznej w wysokości dwóch koron. Członkami nadzwyczajnymi mogli być pracownicy innych scen krakowskich, a członkami wspierającymi – darczyńcy 50 koron lub ich równowartości w woluminach.
Początkowo czytelnia funkcjonowała w pomieszczeniach zlokalizowanych dwieście metrów od teatru, z końcem września 1903 przeniesiona została do nieogrzewanych suteren teatru, a jesienią 1906 do odpowiedniego pomieszczenia tamże.

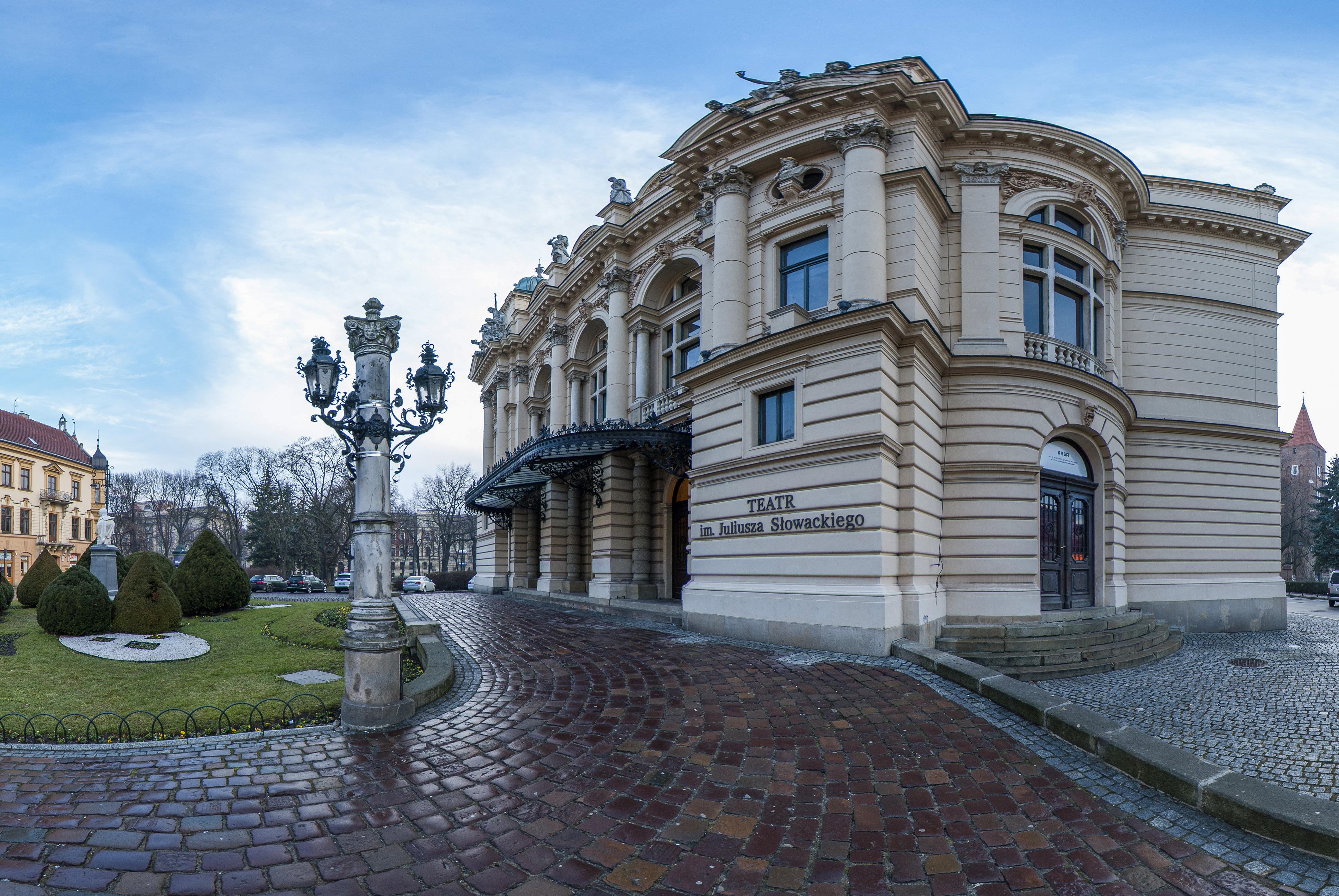
Teatr Miejski w Krakowie

Począwszy od inauguracji działalności placówki, organizowano w niej odczyty. Prelegentami byli m.in. Józef Kotarbiński, Konrad Rakowski, Wilhelm Feldman, Juliusz Tenner, czy Adam Grzymała-Siedlecki. W czytelni udostępniano czasopisma, a książki wypożyczano do domów. Bibliotekarzami byli kolejno: Ada Kosmowska (grudzień 1902 – sierpień 1903), Michał Przybyłowicz (do października 1903), Bolesław Zawierski (do września 1904), Franciszek Frączkowski i Leonard Bończa-Stępiński, który chciał bibliotekę przeprofilować i rozwinąć. W 1908 zaproponowano nadanie czytelni imienia Karola Estreichera.
Księgozbiór pozyskiwano najczęściej w drodze darowizn od autorów, wydawców, członków i sympatyków (m.in. Odo Bujwid, Michał Tarasiewicz, Stanisława Wysocka, Ludwik Solski, Juliusz Tenner, Bolesław Gorczyński, Adolf Nowaczyński). W 1906 dysponowano 402 publikacjami w 535 tomach, a w 1908 było ich 616 w 817 tomach. Kompletowano i oprawiano w roczniki czasopisma: Kraj, Tygodnik Ilustrowany, Wędrowiec, Głos Warszawski, Poradnik Językowy, Przegląd Polski, Krytykę, Miesięcznik Towarzystwa Szkoły Ludowej, Czas, Naprzód, Echo, Bühne und Welt oraz Teatr i Iskustwo. Placówka sprzyjała zaznajamianiu się czytelników z bieżącym ruchem literackim, jednak pojawiały się głosy, że nie spełniała zadań, które wiązali z nią ambitniejsi członkowie.
Organizacja podejmowała również wątki społeczne – postulowano poprawę warunków pracy i płacy aktorów, a także kwestie emerytalne. Zespół czytelni przyczynił się do powstania w 1910 pierwszego na ziemiach polskich związku zawodowego aktorów.
Sytuacja placówki zaczęła się pogarszać około 1910, czego przyczyną był narastający konflikt między dyrektorem a zespołem, widoczny zwłaszcza na linii Ludwik Solski – Maksymilian Węgrzyn. Nie jest znana data zakończenia działalności czytelni. Być może nastąpiło to w 1913, wraz z odejściem Solskiego z Krakowa.

## Członkowie i zarząd
Nie zachowały się listy członków zarządu ze wszystkich sezonów, jednak należeli doń m.in. Lucyna Kotarbińska, Aleksander Zelwerowicz, Bolesław Zawierski, Michał Przybyłowicz, Franciszek Frączkowski, Marian Jednowski, Maksymilian Węgrzyn, Józef Nowicki, Leonard Bończa. Po Adolfie Walewskim, jesienią 1906, funkcję przewodniczącego czytelni objął Ludwik Solski, który złożył bezskuteczną rezygnację z tej funkcji we wrześniu 1908, kierując placówką do końca jej istnienia.

## Galeria członków

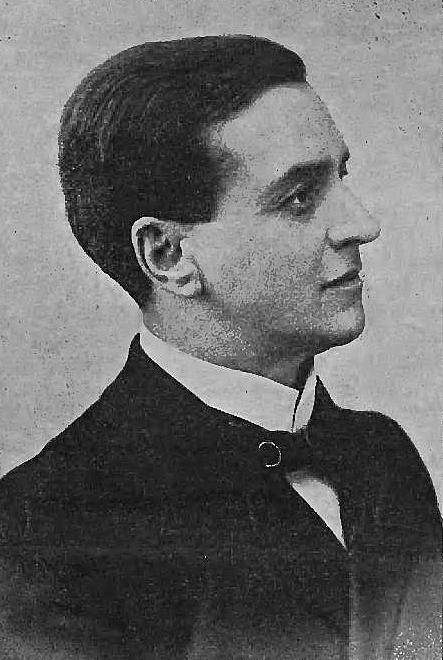
Adolf Walewski (pierwszy prezes)
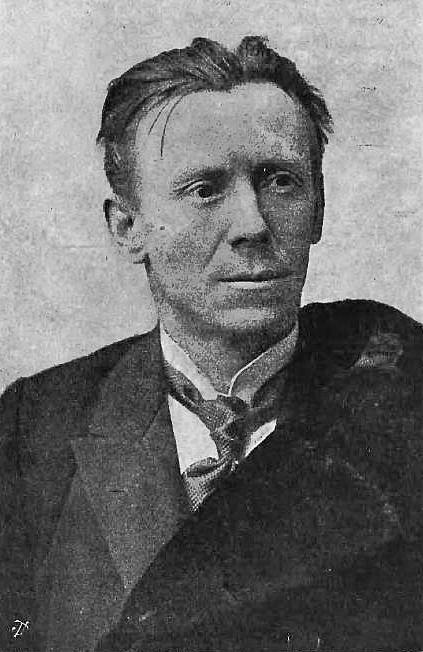
Ludwik Solski (drugi prezes)
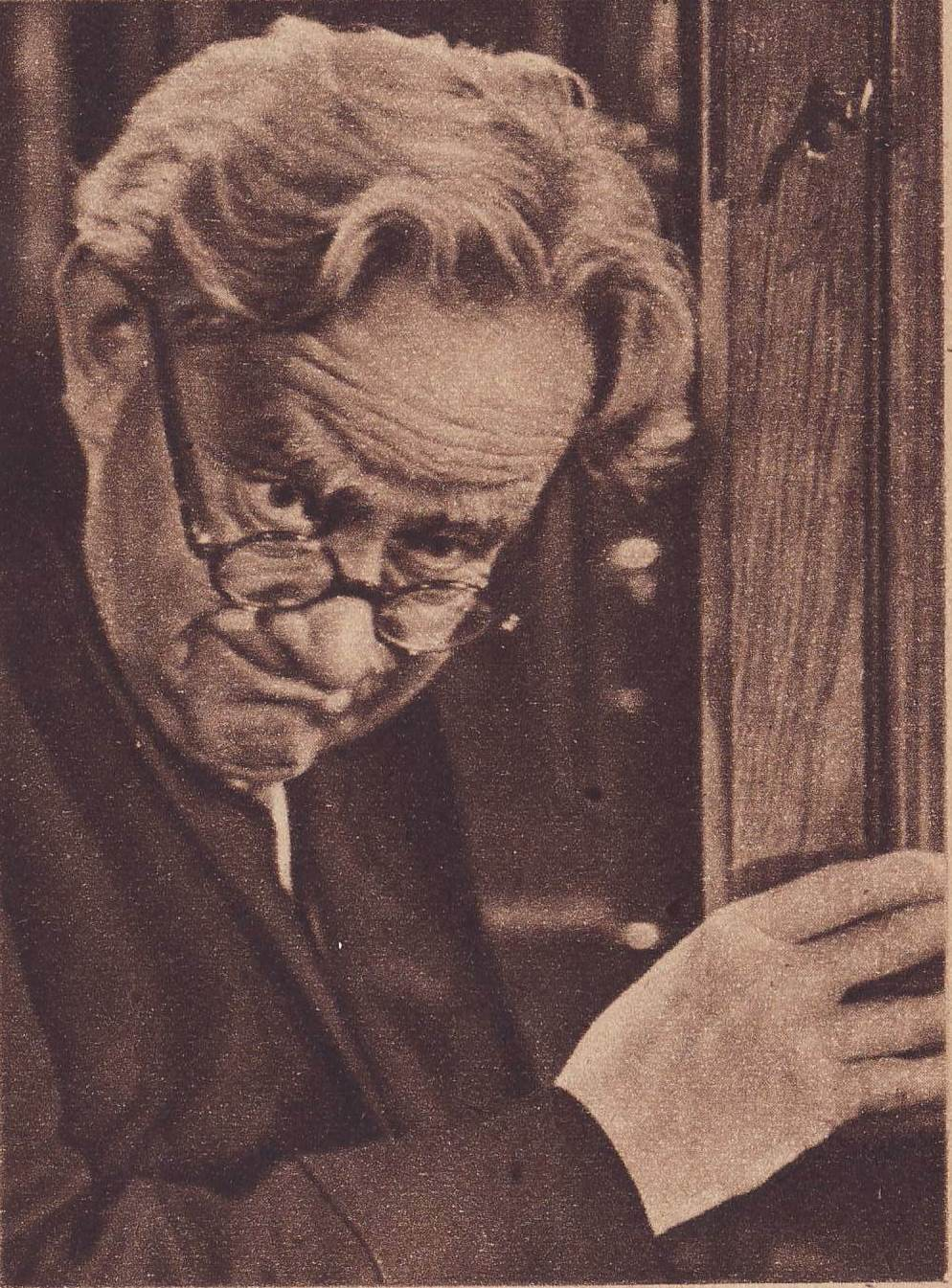
Aleksander Zelwerowicz (skarbnik)
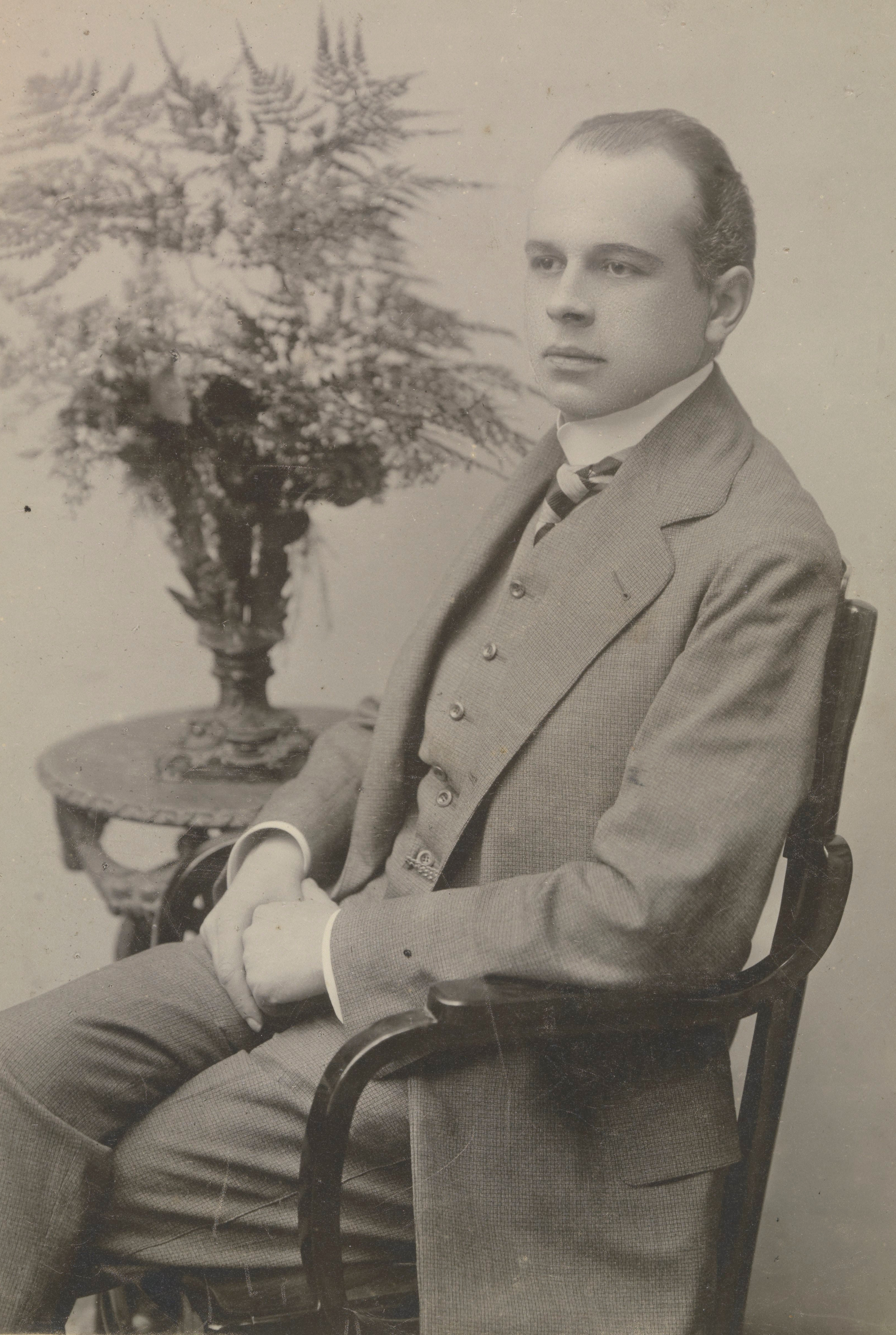
Michał Tarasiewicz (zastępca prezesa)
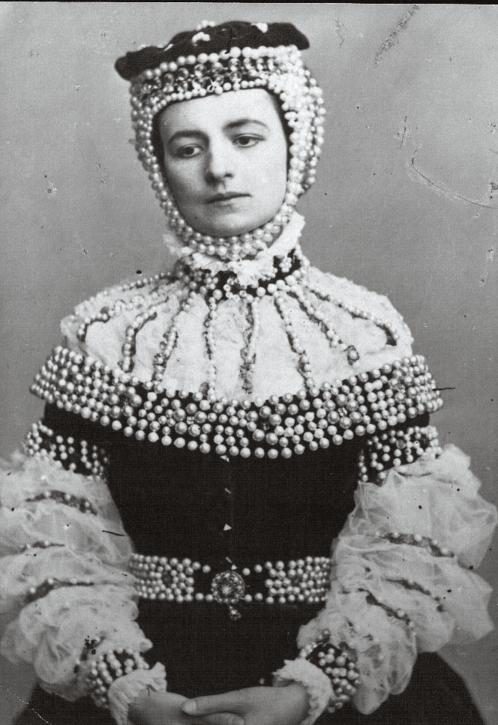
Helena Modrzejewska (członek honorowy)